# Sabayon Linux
Sabayon Linux (dawniej znany jako RR4 Linux/RR64 Linux) – dystrybucja systemu operacyjnego GNU/Linux, bazująca na Gentoo Linux i w pełni z nim kompatybilna. Została stworzona przez Fabia Erculianiego z Trydentu (Włochy). W kwietniu 2008 r. NLnet Foundation ogłosiła, że będzie finansowo wspierać projekt Sabayon Linux. 12 czerwca 2008 r. deweloperzy Sabayon Linux ogłosili współpracę z NetCraft Communications.

## Podstawowe informacje
Sabayon Linux używa systemu zarządzania pakietami Entropy i Portage. Wszystkie aktualizacje i instalacje mogą się odbywać poprzez mechanizmy Entropii lub Portage. A zatem użytkownicy mogą korzystać także z dokumentacji Portage Gentoo. 
Entropy - to system zarządzania pakietami stworzony specjalnie dla Sabayon. Różni się tym od Portage, że instalacja dokonywana jest z gotowych paczek - nie są one kompilowane na maszynie klienckiej (co oszczędza czas). W pewnym stopniu Entropy w dystrybucji Sabayon Linux można porównać do apt-get obecnego w Debianie i jego pochodnych (w tym m.in. Ubuntu). Entropy może korzystać z wielu nakładek graficznych, jednak najpopularniejszą i polecaną jest Sulfur.
Przy instalacji z obydwu źródeł, zalecana jest ostrożność i zwrócenie uwagi na zmiany w systemie.
Sabayon obsługuje następujące platformy: x86, x86-64 (amd64).

## Instalacja
Podobnie jak wiele innych popularnych dystrybucji Linuksa, Sabayon Linux jest rozpowszechniany jako dystrybucja Live-CD/DVD z możliwością instalacji na dysku. Podobnie jak w Fedorze wykorzystywanym druidem do instalacji systemu jest graficzny instalator Anakonda (w przeszłości stosowano Instalator Gentoo Linux). Proces instalacji jest o wiele prostszy aniżeli typowa instalacja Gentoo, która wymaga szerszej wiedzy na temat systemu operacyjnego. Instalacja zamyka się na określeniu lokalizacji, wybraniu pakietów, miejsca na dysku, środowiska graficznego (dostępne KDE, Gnome, XFCE, MATE - pozostałe do dociągnięcia z sieci), ustawieniu kont użytkowników.

## Cechy
Własny system zarządzania pakietami binarnymi o nazwie Entropy (Entropia w polskiej wersji), wraz z obsługującymi go narzędziami: konsolowe Equo oraz graficzny Sulfur. Entropy bazuje na niestabilnym drzewie pakietów dystrybucji Gentoo, co jednocześnie czyni go kompatybilnym z tym systemem.
System posiada najnowsze wersje popularnego oprogramowania dołączanego do wielu dystrybucji oraz technologie AIGLX, XGL i konfigurator Compiz Fusion uruchamiane z poziomu linii poleceń ISOLINUX płyty instalacyjnej.

## Mini Edition
Dystrybucja Mini Edition znajduje się na jednym krążku CD (700 MB) i zawiera tylko niezbędne oprogramowanie, jeden język i jedno środowisko graficzne. Mini Edition wydawana jest zazwyczaj 1-2 tygodni po premierze wersji na DVD, przy czym ostatnio zespół ogłosił, że wersje na CD będą się ukazywały nawet miesiąc po premierze wersji DVD. Ma to swoje korzyści, gdyż w ten sposób wersja CD zawiera wszystkie poprawki, które się pojawiły po wydaniu wersji DVD.

## Wydania
Każda wersja Sabayon Linux wydawana jest w dwóch wariantach, na DVD i CD. 
Oprócz standardowej wersji i wersji Mini Edition zespół Sabayona wydał również wersję Business Edition 1.0 oraz Professional Edition 1.1. 

### Historia wydań
| Wersja | Data wydania | Data wydania | Data wydania | Informacje                               |
| Wersja | Standard     | miniEdition  | Pod          | Informacje                               |
| ------ | ------------ | ------------ | ------------ | ---------------------------------------- |
| 3.0    | 2006-09-14   | 2006-09-26   |              |                                          |
| 3.1    | 2006-10-10   | 2006-10-09   |              |                                          |
| 3.2    | 2006-11-27   | 2006-12-11   |              |                                          |
| 3.3    | 2007-03-16   | 2007-03-25   |              |                                          |
| 3.4    | 2007-07-24   | 2007-09-23   |              | Posiada revision E i revision F.         |
| 3.5    | 2008-07-01   |              | 2008-07-11   | Pierwsza wersja z Sabayon Pod release.   |
| 4.0    | 2008-12-25   |              |              |                                          |
| 4.1    | 2009-04-13   |              |              | Wersja ze środowiskiem graficznym: GNOME |
| 4.1    | 2009-04-29   |              |              | Wersja ze środowiskiem graficznym: KDE   |
| 4.2    | 2009-06-30   |              |              | Wersja ze środowiskiem graficznym: GNOME |
| 4.2    | 2009-07-06   |              |              | Wersja ze środowiskiem graficznym: KDE   |
| 4.2    | 2009-07-25   |              |              | Pierwsza wersja: Sabayon CoreCD          |
| 5.0    | 2009-08-09   |              |              | Wersja ze środowiskiem graficznym: GNOME |
| 5.1    | 2009-09-30   |              |              | Termin wydania może ulec zmianie!        |
| 5.2    | 2009-12-24   |              |              | Termin wydania może ulec zmianie!        |